# لويس تومسون
لويس تومسون (بالإنجليزية: Louis Thompson)‏ (19 ديسمبر 1994 بدوفر في المملكة المتحدة - ) هو لاعب كرة قدم بريطاني في مركز الوسط. شارك مع منتخب ويلز تحت 19 سنة لكرة القدم ومنتخب ويلز تحت 21 سنة لكرة القدم. أما مع النوادي، فقد لعب مع سويندون تاون ونورويتش سيتي.

## وصلات خارجية
- لويس تومسون على موقع الاتحاد الأوربي (الإنجليزية)
- لويس تومسون على موقع قاعدة بيانات كرة القدم.إي يو (الإنجليزية)
- لويس تومسون على موقع Soccerway.com (الإنجليزية)
- لويس تومسون على موقع عالم كرة القدم.نت (الإنجليزية)
- لويس تومسون على موقع AS.com (الإسبانية)